# Richilde (Hennegau)
Richilde († 15. März 1087 in Mesen) war eine Gräfin von Hennegau und Regentin von Flandern. Ihre familiäre Herkunft war lange Zeit undeutlich: wahrscheinlich war sie eine Tochter von Reginar von Hasnon, Markgraf von Valenciennes von 1045 bis 1049 aus der Familie der Reginare.
Richilde war die Ehefrau des Grafen Hermann von Hennegau, der um 1051 starb und sie mit dem unmündigen Sohn Roger in der Herrschaft über den Hennegau zurückließ. Um diese zu sichern, heiratete sie noch im selben Jahr Balduin den Guten, den Erbsohn des mächtigen Grafen von Flandern, für den sie ihren Sohn aus erster Ehe von der Erbfolge verdrängte. Balduin wurde neuer Graf von Hennegau, Richildes übergangener Sohn Roger († 1093) wurde später zum Bischof von Chalons erhoben.
Im Jahr 1067 wurde Balduin auch Graf von Flandern, starb aber schon 1070. Richilde übernahm somit die Regentschaft für ihren ältesten aber noch unmündigen Sohn Arnulf III./I., was unter den flämischen Vasallen aber zu Unstimmigkeiten führte, die ihr Schwager Robert der Friese, der bisher in Holland herrschte, ausnutzte und in Flandern einfiel. Zwar wurde Robert bald gefangen genommen, doch um die gleiche Zeit fiel auch Richilde in die Gefangenschaft dessen Anhänger. Nachdem beide in einem Tausch freigelassen worden waren, bat Richilde erfolgreich bei König Philipp I. von Frankreich, dem Oberlehnsherr Flanderns, um militärische Unterstützung. Auch ihre Schwägerin Mathilde leistete ihr Beihilfe, wenngleich aus der Normandie nur zehn Ritter unter der Führung des William FitzOsbern nach Flandern zogen. Der König von Frankreich vermittelte sogleich die Heirat Richildes mit William FitzOsbern, der so als Beschützer für ihre Söhne gewonnen werden sollte. Aber in der entscheidenden Schlacht von Cassel am 22. Februar 1071 wurden Richildes Truppen vernichtend geschlagen. Ihr ältester Sohn wie auch ihr dritter Ehemann wurden im Kampf getötet.
Richilde floh nach der Schlacht mit ihrem zweiten Sohn, Balduin II., in ihren heimatlichen Hennegau. Chancen auf eine etwaige Rückgewinnung Flanderns zerschlugen sich schnell, nachdem der siegreiche Robert der Friese von König Philipp I. als Graf Flanderns anerkannt wurde. Um den Hennegau für ihren Sohn zu bewahren, verkaufte Richilde im April 1071 in Fosses die Grafschaft mit der Zustimmung König Heinrichs IV., des Oberlehnsherrn des Hennegau, an den Bischof von Lüttich Dietwin. Dieser vergab den Hennegau an Herzog Gottfried den Buckligen von Niederlothringen weiter, von dem wiederum Richilde ihn zum Lehen nahm. Nachdem der Herzog 1076 einem Attentat Roberts des Friesen zum Opfer gefallen war, wurde der Hennegau ein direktes Lehen des Bischofs von Lüttich.
Richilde zog sich in ihren letzten Jahren in die Abtei von Messines zurück, wo sie auch starb.